# Actinophryida
Ordre
Les Actinophryida sont un ordre d’algues de l’embranchement des Ochrophyta et de la classe des Raphidophyceae

## Liste des familles
Selon AlgaeBase (15 mars 2022) :
- Actinophryidae Dujardin
- Actinosphaeriidae Cavalier-Smith
- Helioraphidae Cavalier-Smith

Selon World Register of Marine Species (15 mars 2022) :
- Actinophryidae